# Шуберт, Якоб
Якоб Шуберт (нем. Jakob Schubert; род. 31 декабря 1990, Инсбрук) — австрийский спортсмен, выступающий в спортивном скалолазании, бронзовый призёр Олимпийских игр и четырёхкратный чемпион мира: трижды в лазании на трудность (2012, 2018, 2021) и в единожды в многоборье (2018). Специализируется в лазании на трудность и в боулдеринге.

## Биография
Якоб Шуберт родился 31 декабря 1990 года в Инсбруке.
Он начал заниматься скалолазанием в ноябре 2002 года в возрасте двенадцати лет благодаря крёстному отцу, который привёл его на скалодром и спросил, хочет ли Якоб выступать за его команду.
Изучал экономику и управление в Университете Инсбрука.

## Карьера
В 2004 году участвовал в молодёжном чемпионате Европы и молодёжном чемпионате мира. С 2007 года он участвовал в Кубке мира по скалолазанию сначала в лазании на трудность, а затем и в боулдеринге.

После четырёх лет соревнований, заняв 26-е место в 2007 году, 7-е место в 2008, 4-е место в 2009, 2-е место в 2010, в 2011 году он сумел выиграть серебряную медаль на чемпионате мира по скалолазанию 2011 Арко и Кубок мира по скалолазанию 2011 года в лазании на трудность после того, как стал победителем семи подряд этапов. Таким образом, он превзошёл достижение Александра Шабо, одержавшего шесть побед подряд в сезоне 2002 года. В 2009 стал четвёртым в Гаосюне на Всемирных играх в лазании на трудность.

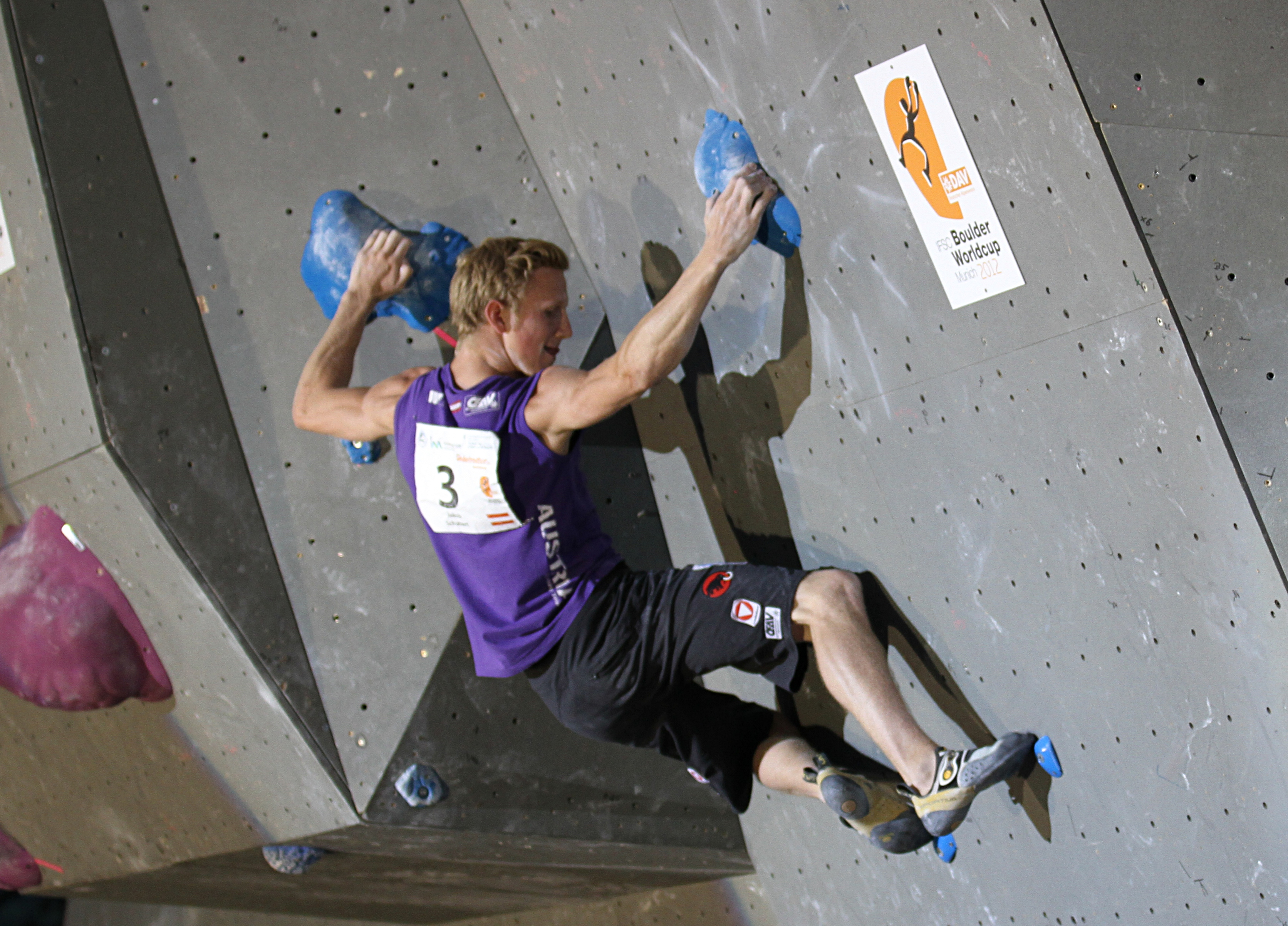
Якоб Шуберт в Мюнхене на этапе Кубка мира (2012 год)

После Кубков мира 2011 и 2012 годов он также выиграл золотую медаль на чемпионате мира по скалолазанию 2012 года в Париже.
Хотя он в основном продолжил специализироваться в лазании на трудность, в 2012 году он также участвовал во всех соревнованиях Кубка мира по боулдерингу, выйдя в финал в пяти из шести соревнований сезона и дважды поднимался на подиум (первое и третье места). В итоге он занял третье место в генеральной классификации.
В дополнение к третьему месту в боулдеринге, в 2012 году он также завоевал третье финальное место в лазании на трудность. При этом на общий итог повлияла дисквалификация в Пуурсе, когда Шуберта обвинили в использовании мобильных средств связи, запрещенных правилами в соревнованиях по скалолазанию.
На Всемирных играх 2013 года в Кали завоевал серебро в лазании на трудность.
На чемпионате мира 2014 года занял пятое место в лазании на трудность. В том же году получил травму пальца.
На чемпионате мира 2018 года в родном Инсбруке стал первым в истории Австрии чемпионом в многоборье, а в следующем году в Хатиодзи выиграл серебро и получил путёвку на Олимпийские игры 2020 года в Токио. На том же чемпионате мира он выиграл серебро в боулдеринге и бронзу в лазании на трудность.
В квалификации на Олимпийских играх в Токио Шуберт стал двенадцатым в лазании на скорость (6,70 с), седьмым в боулдеринге (достиг 1 топ и преодолел 3 зоны), а в лазании на трудность выиграл, преодолев 42 зацепа за 4 минуты и 2 секунды. В итоге он занял четвёртое место и вышел в финал Олимпиады. В лазании на скорость в финале проиграл в четвертьфинале Адаму Ондра, а затем американцу Натаниэль Коулману. Стал седьмым в дисциплине, победив в поединке за седьмое место не вышедшего на старт из-за травмы француза Басса Мавема. В боулдеринге стал пятым, покорив один топ и достигнув три зоны, но по попыткам уступил Микаэлю Мавему, Томоа Нарасаки и Колину Даффи. Перед лазанием на трудность Шуберт занимал последнее место, не считая снявшегося Басса Мавема, и для медали ему было необходимо выигрывать дисциплину, что он и сделал, единственным среди спортсменов квалификации и финала добравшийся до топа в трудности. Благодаря этому произведение мест Шуберта (35) сохранилось после боулдеринга и он стал бронзовым призёром Олимпиады.